# Patrick Gill
Patrick Gill est un physicien britannique, Senior NPL Fellow in Time & Frequency[Quoi ?] au National Physical Laboratory au Royaume-Uni ,.

## Éducation
Gill fait ses études à l'Université du Sussex et à l'Université d'Oxford où il obtient un doctorat en philosophie en 1975 pour ses recherches sur le transfert de charge en tant que mécanisme d'excitation laser.

## Recherches
Les recherches de Gill portent sur les techniques de stabilisation de fréquence laser pour la spectroscopie à très haute résolution et sur le développement d'horloges atomiques optiques de pointe qui semblent constituer la base d'une future redéfinition de la seconde unité de base SI . Il s'agit notamment d'horloges optiques basées sur des ions simples refroidis par laser confinés dans des pièges radiofréquence et des atomes neutres maintenus dans des réseaux optiques, et qui atteignent désormais des incertitudes inférieures à celle de l'étalon de fréquence primaire de la fontaine à césium ,.
De plus, il développe une gamme de lasers stables et d'instruments de métrologie optique avec des applications dans des secteurs de haute technologie tels que l'ingénierie et la fabrication de précision, les sciences spatiales, la navigation par satellite, l'observation de la Terre, la défense et la sécurité et les télécommunications optiques ,,,.

## Prix et distinctions
Gill est membre de l'Institute of Physics (FInstP) et reçoit sa médaille et son prix Young en 2008 pour ses contributions de pointe à la métrologie des fréquences optiques. Il reçoit également le II Rabi Award en 2007 du Symposium international sur le contrôle des fréquences de l'IEEE pour ses contributions à la métrologie du temps et des fréquences et à la réalisation d'étalons de fréquence optique à ion unique. Plus récemment, son groupe reçoit le prix Duke of Edinburgh du Royal Institute of Navigation en 2014 pour le développement à long terme de l'horloge atomique . Il est professeur invité à l'Imperial College de Londres et à l'Université d'Oxford. Il reçoit un MBE pour ses services à la science dans les honneurs du Nouvel An 2015. Gill est élu membre de la Royal Society (FRS) en 2016 .